# Sommer-Paralympics 2008/Teilnehmer (Mauritius)
| stlisierte Goldmedaille | stlisierte Silbermedaille | stlisierte Bronzemedaille |
| ----------------------- | ------------------------- | ------------------------- |
| —                       | —                         | —                         |

Mauritius nahm mit zwei Sportlern an den Sommer-Paralympics 2008 im chinesischen Peking teil.
Die Fahne bei der Eröffnungsfeier trug der Leichtathlet Richard Souci.

## Teilnehmer nach Sportart

### Leichtathletik
Männer
- Richard Souci

### Schwimmen
Männer
- Pascal Laperotine